# Adam Mularczyk
Adam Mularczyk (n. 13 ianuarie 1923, Cracovia, Polonia – d. 12 iunie 1996, Pennsylvania, SUA) a fost un actor și regizor de teatru polonez. Este cel mai cunoscut pentru rolul taximetristului din Varșovia din filmul Nu-mi place ziua de luni (1971).

## Biografie
S-a născut la 13 ianuarie 1923 în orașul Cracovia. În anii 1940–1945 (perioada celui de-al Doilea Război Mondial) a urmat cursurile școlii clandestine de teatru din Cracovia și a fost unul dintre organizatorii Teatrului Subteran din Cracovia. În sezonul 1945/1946, după încheierea războiului și eliberarea Poloniei, a făcut parte din trupa Teatrului Vechi din Cracovia. În 1946 a susținut și promovat un examen extern în fața unei comisii de actori din Cracovia, recunoscându-i-se calificarea de actor. A profesat apoi ca actor și, după un stagiu scurt la Teatrul Cameral TUR din Cracovia (1946), a făcut parte în anii 1947–1974 din trupele unor teatre din Varșovia: Teatrul Nou (1947–1953), Teatrul Național (1954–1971) și Teatrul Polonez (1971–1974). A apărut în numeroase spectacole teatrale radiofonice și de televiziune și a interpretat, printre altele, rolul profesorului Eustachy Pęduszko în emisiunea radiofonică satirică Radiowy Teatrzyk „Eterek” (1949–1958), realizată de Jeremi Przybora.
A jucat în mai multe filme, fiind distribuit în principal în comedii (Pieczone gołąbki, Nu-mi place ziua de luni, Urmărit–urmărită). Unul dintre cele mai cunoscute roluri ale sale este cel al unui taximetrist pornit în căutarea unui client pe care-l bănuiește că ar fi necinstit (în Nu-mi place ziua de luni).
În anul 1974 a emigrat în Statele Unite ale Americii și s-a stabilit în orașul Philadelphia, unde a participat la organizarea Teatrului Dramatic Polonez. Nu a mai revenit în Polonia după răsturnarea regimului comunist. A decedat la 12 iunie 1996 la Philadelphia, iar cenușa sa a fost îngropată în cimitirul polono-american American Czestochowa din apropierea orașului Doylestown, Pennsylvania. După moartea sa, văduva actorului, Zofia Wróblewska-Mularczyk, a instituit și finanțat premiul Adam Mularczyk pentru cel mai talentat absolvent al Facultății de Actorie a uneia dintre școlile naționale de teatru din Polonia.

## Filmografie selectivă
- O afacere importantă (1953) – spectator la un meci de box
- Kariera (1954) – Kazimierz Rosiak
- Król Maciuś I (1957) – regele bătrân
- Dwaj panowie N (1961) – Grzegorz, colegul arhivarului Kazimierz Dziewanowicz
- Cenușa (1965) – evreul bătrân de pe moșia Wygnanka[4]
- Wojna domowa (1966) – muncitorul parchetar Adaś (ep. 14)
- Pieczone gołąbki (1966) – maistrul Wierzchowski
- Gniewko, syn rybaka (1969−1970) – apicultorul (ep. 4)
- Nu-mi place ziua de luni (1971) – taximetristul din Varșovia
- Milion za Laurę (1971) – negustorul din bazar, prietenul lui Bulak
- Urmărit–urmărită (1973) – pictorul Bogdan Adamiec

## Premii și distincții
- Medalia „A 10-a aniversare a Poloniei Populare” (1955)[1]